# Jello Biafra

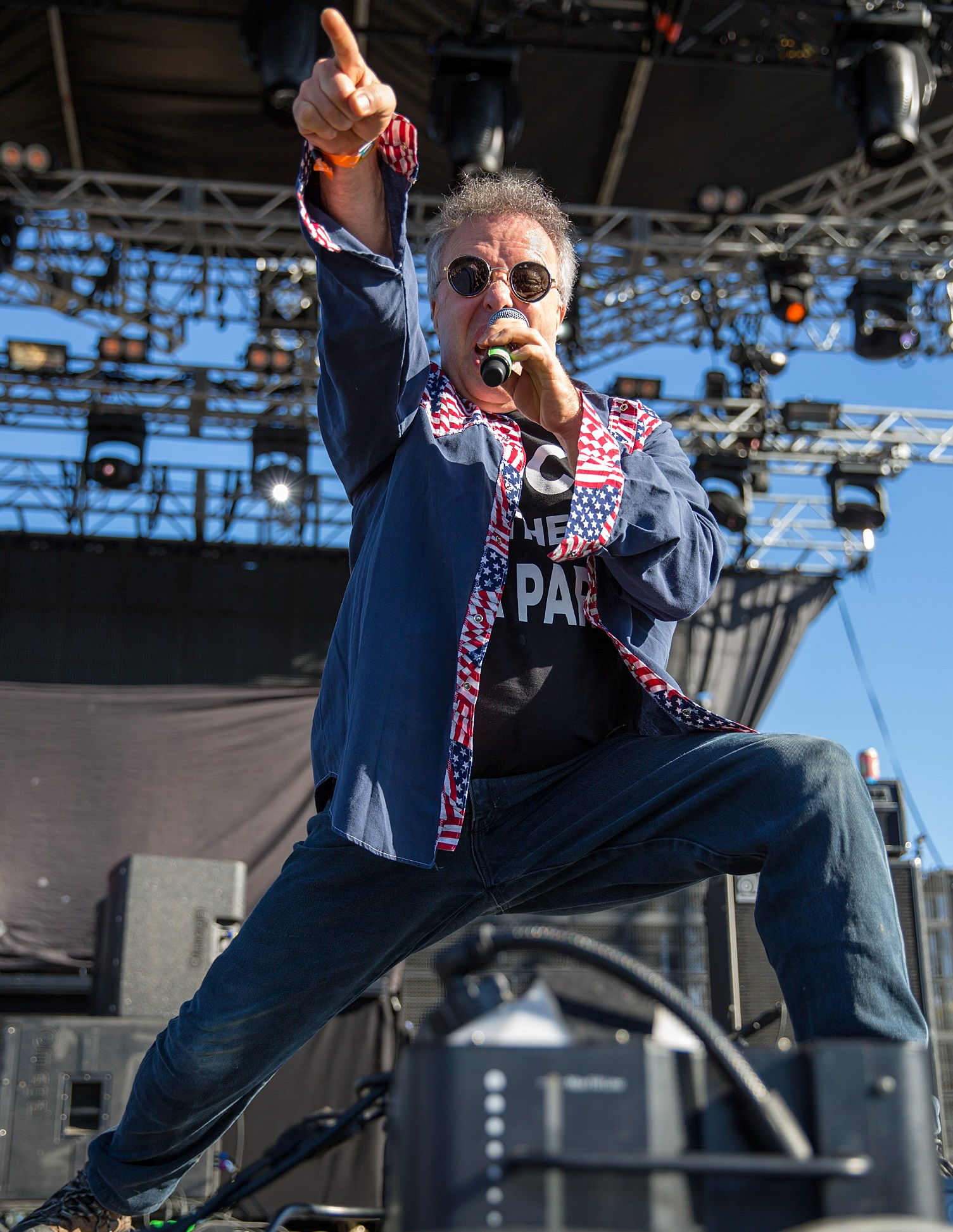
Jello Biafra (2014)

Jello Biafra (bürgerlich Eric Reed Boucher; * 17. Juni 1958 in Boulder, Colorado) ist ein US-amerikanischer Hardcore- und Punk-Rock-Musiker sowie politischer Aktivist, der als Leadsänger der Punk-Band Dead Kennedys bekannt wurde.

## Überblick
Nach Auflösung der Dead Kennedys 1986 wurde er Solokünstler. Er brachte mehrere Spoken-Word-Alben heraus und ging musikalische Kooperationen mit Bands wie Ministry (unter dem Namen Lard), No Means No, Mojo Nixon, Eugene Chadbourne, D.O.A. und den Melvins ein. Während seiner gesamten Karriere veröffentlichte er seine Alben auf seinem eigenen Label Alternative Tentacles.
Biafra wurde aktives Mitglied der Green Party und nahm an politischen Aktionen teil, die seinen progressiven politischen Vorstellungen entsprechen. Er selbst sieht sich als demokratischen Anarchisten. Er befürwortet zivilen Ungehorsam, um politische Änderungen zu bewirken, ruft die wahlmüden Amerikaner aber auch regelmäßig zum Wählen von Oppositionsparteien auf. Biafra wurde durch seinen kontroversen Umgang mit den Medien bekannt, um ganz in der Tradition der Anarchisten ernste Themen wie Bürgerrechte, soziale Ungerechtigkeit und die zunehmende Macht der Großkonzerne zu beleuchten.

### Name
Sein Künstlername ist eine Kombination aus dem Markennamen Jell-O, einer Gelatinespeise, und der nigerianischen Provinz Biafra, die 1967 versuchte, sich von Nigeria abzuspalten. Nach drei Jahren andauernden Kämpfen und entsetzlicher Hungersnot gewann Nigeria schließlich wieder Kontrolle über den im Entstehen begriffenen Staat. Den Namen wählte er gezielt aus, um den für ihn bestehenden Zusammenhang zwischen konsumorientiertem Kapitalismus und der Gewalt in den Dritte-Welt-Ländern zu verdeutlichen.

## Leben

### Jugend und Band

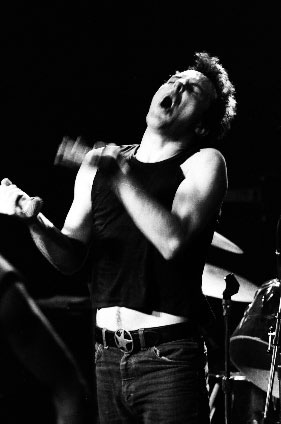
Biafra live mit den Dead Kennedys

Seine Eltern Stanley und Virginia Boucher ermutigten Biafra bereits als Kind, sich über Außenpolitik zu informieren, und so entwickelte er von Kindheit an ein Interesse für dieses Thema. Er verfolgte die aktuellen politischen Nachrichten und zu seinen frühesten Kindheitserinnerungen zählt das Attentat auf John F. Kennedy. Biafra behauptet, seit 1965, als seine Eltern aus Versehen im Radio einen Rocksender einschalteten, Fan von Rockmusik zu sein. In den 1970er Jahren beteiligte er sich unter dem Eindruck von Ereignissen wie dem Vietnamkrieg, dem Chicago Seven Prozess und dem Kent-State-Massaker an verschiedenen politischen Aktionen.
Seine musikalische Karriere begann er im Januar 1977 als Roadie der Punkband The Ravers (die sich später in The Nails umbenennen sollte). Im Herbst desselben Jahres begann er die University of California, Santa Cruz zu besuchen. Dort verbrachte er ein Vierteljahr damit, Schauspielerei und paraguayische Geschichte zu studieren, ehe er die Universität wieder verließ, um sich in der Punkszene von San Francisco, Kalifornien zu engagieren.
Im Juni 1978 antwortete er auf eine Anzeige des Gitarristen East Bay Ray, mit dem er die Dead Kennedys gründete. Mit der Band trat er anfangs unter dem Künstlernamen „Occupant“ auf, nahm aber kurze Zeit später seinen aktuellen Künstlernamen an. Biafra schrieb die meist politischen Texte der Band, die trotz ihres ernsten Hintergrunds von einem hämischen, manchmal absurden Humor geprägt sind, der sich gleichermaßen im Gesang zeigt, also künstlerisch zu verstehen ist. 
Im Juni 1979 gründete Biafra das Label Alternative Tentacles, auf dem die Dead Kennedys ihre erste Single California Uber Alles veröffentlichten. Alternative Tentacles wurde gegründet, um die Alben der Band unabhängig vom Druck der Major-Labels veröffentlichen zu können; denn diese waren nicht bereit, die Band unter Vertrag zu nehmen, da ihre Lieder für zu kontrovers gehalten wurden. Nachdem in England Cherry Red und in den U.S.A. IRS Records ihr erstes Album Fresh Fruit for Rotting Vegetables herausgebracht hatten, wurden alle späteren Alben der Band (und spätere Nachpressungen von Fresh Fruit…) auf Alternative Tentacles veröffentlicht (Ausnahmen sind Live-Alben, die nach dem Split der Band aus alten Aufnahmen der Band zusammengestellt wurden, was allerdings ohne Zuarbeit Biafras geschah).
Da ihm die Urfassung des Textes zu dem Song Man with the Dogs, die B-Seite der ersten Dead-Kennedys-Single California über alles, nicht auf Anhieb gefiel, wandte Jello Biafra die Cut-up-Technik des Schriftstellers William S. Burroughs an: Jello Biafra zerschnitt auf Papier die einzelnen Songzeilen, schob sie umher und setzte sie willkürlich wieder zusammen, bis dabei ein annehmbarer Text herauskam. So beeinflusste Burroughs’ moderner Umgang mit Sprache Jello Biafras Stil, Songs zu schreiben. Auf dieselbe Weise verfasste Biafra den Text zu Volcanus 2000 (We Wipe the World), ein Song seines Nebenprojekts Lard. Hinterher hebt Jello Biafra die Schnipsel und kleinen Zettel in Klarsichthüllen auf.

### Politische Kandidatur

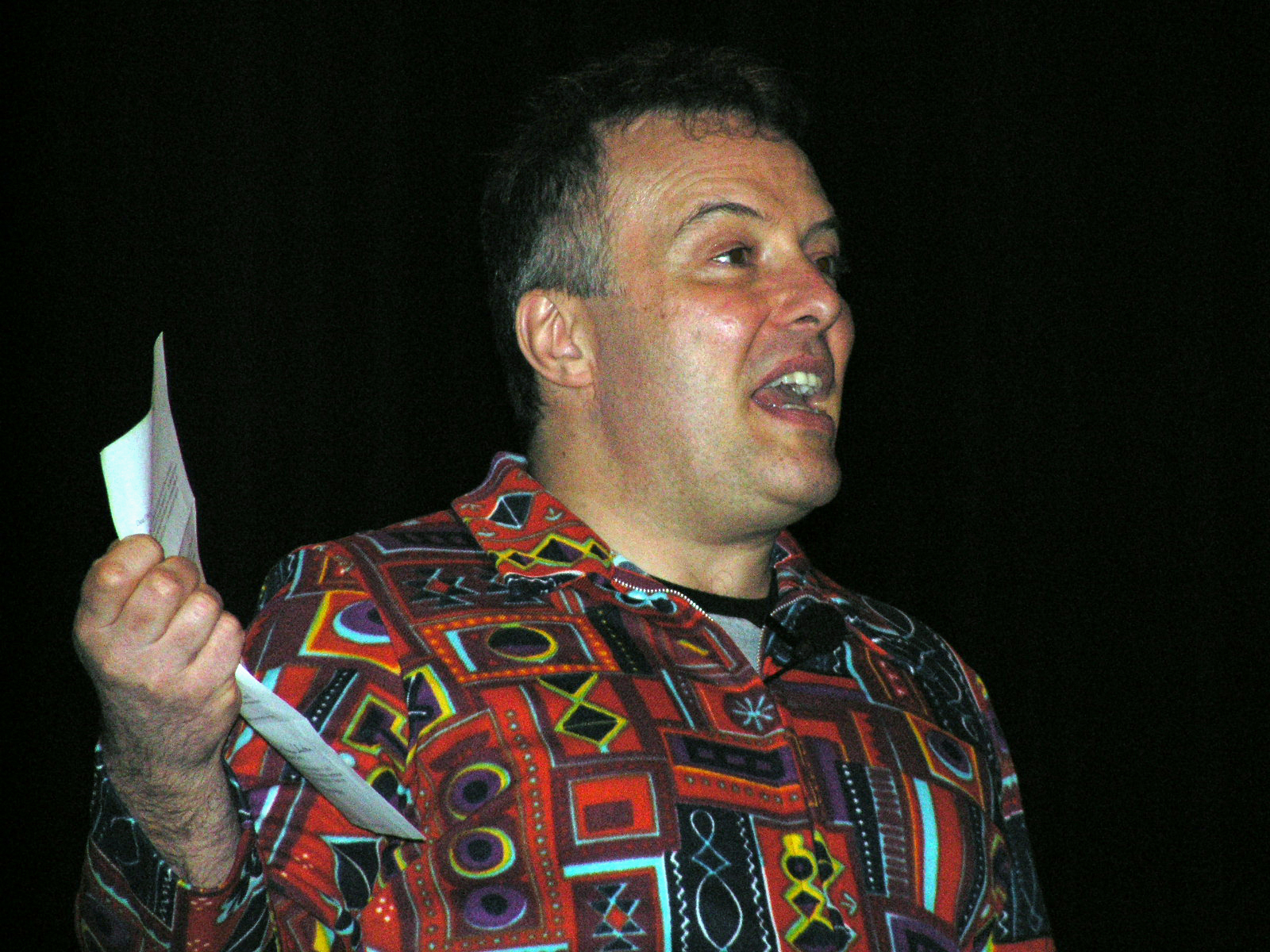
Biafra redet über kalifornische Politik, 2006

Im Herbst 1979 kandidierte Biafra als Bürgermeister von San Francisco. Seinen Wahlspruch lieh er sich vom Jell-O Werbeslogan „There's always room for Jello“. Biafra war ohne ein Wahlprogramm in den Wahlkampf eingestiegen; er schrieb es später während eines Pere-Ubu-Konzerts auf eine Serviette. Auf Wahlkampfveranstaltungen trug Biafra T-Shirts des vorhergehenden Wahlkampfs seines Kontrahenten Quentin Kopp und blies einmal auf dem Rasen einer anderen Mitbewerberin, der damaligen US-Senatorin Dianne Feinstein, Laub. Anhänger Biafras führten ähnlich skurrile Aktionen durch: Zwei bekannte Schilder, die von Anhängern hochgehalten wurden, lauteten zum Beispiel „Wenn er nicht gewinnt, bring ich mich um“ und „Was, wenn er gewinnt?“
Sein Wahlprogramm enthielt unkonventionelle Forderungen. So sollten alle Geschäftsleute gezwungen werden, Clownskostüme zu tragen, und im gesamten Stadtgebiet sollte das Autofahren verboten werden (was von vielen Wählern aber nicht für ungewöhnlich gehalten wurde, da die Stadt zu diesem Zeitpunkt unter beträchtlicher Luftverschmutzung litt). Biafra, der es vorgezogen hätte, für ernstgemeinte Vorschläge in Erinnerung zu bleiben – wie die Legalisierung der Besetzung leerstehender, steuerüberfälliger Gebäude sowie die Möglichkeit, die Polizisten zu wählen, die in der Nachbarschaft patrouillieren –, hat seine Verärgerung darüber ausgedrückt, dass gerade diese Forderungen seines Wahlprogramms zu solcher Berühmtheit gelangten.
Biafra errang mit 3,5 % (6591 Stimmen) das viertbeste Ergebnis. Die Wahl wurde in einer Stichwahl entschieden, die ohne Biafra stattfand (Feinstein wurde schließlich Bürgermeisterin). Als Reaktion auf seinen Wahlkampf (und auf den von Schwester Boom Boom, eines Transvestiten, der ebenfalls kandidierte) verabschiedete die Stadt San Francisco ein Gesetz, das es verbot, unter einem anderen als seinem bürgerlichen Namen zu kandidieren.
Die Dead Kennedys tourten häufig während ihrer gesamten Karriere. Zu Beginn spielten sie in kleinen Clubs in Südkalifornien (vor allem im Whisky a Go Go), dann aber auch in größeren Clubs im ganzen Land, zu denen das legendäre CBGB in New York gehörte. Später traten sie auch vor großem Publikum auf, wie bei den Bay Area Music Awards 1980 (wo sie das berüchtigte Pull My Strings das erste und einzige Mal spielten) oder dem Rock Against Reagan Festival 1983.

### Ehe, Prozess, Auflösung
Am 31. Oktober 1981 heiratete Biafra Therese Soder alias Ninotchka, Leadsängerin der Punkband The Situations (sie ist als Backgroundsängerin der Lieder Forest Fire und Winnebago Warrior auf dem Dead-Kennedys-Album Plastic Surgery Disasters und auf Drug Me vom Album Fresh Fruit For rotting Vegetables, wo sie auch Synthesizer spielt, zu hören). Die Trauung vollzog Bruce Loose, Sänger und Bassist der Band Flipper; Loose war eigens zu diesem Zweck in die Universal Life Church eingetreten – das heißt, er hatte den erforderlichen Beitrag bezahlt. Die Hochzeit fand auf einem Friedhof statt; der Hochzeitsempfang, an dem Mitglieder von Black Flag, D.O.A. und Flipper teilnahmen, in den Target Video-Studios des Regisseurs Joe Reis.
Die Ehe wurde 1986 während des Frankenchrist-Gerichtsverfahrens geschieden, als Soder mit dem ex-Feederz Leadsänger Frank Discussion durchbrannte, der damals bei ihnen ein und aus ging.
Biafra begann seine Spoken-Word-Karriere im Januar 1986 mit einem Auftritt an der University of California, Los Angeles. Er kombinierte seine Art von Humor mit seinen politischen Überzeugungen, so wie er es auch schon in den Texten der Dead Kennedys getan hatte. Biafra verfolgte diese Karriere nebenbei, nahm aber erst nach der Auflösung der Dead Kennedys ein Spoken-Word-Album auf.
Im April desselben Jahres durchsuchten Polizeibeamte auf eine Beschwerde des Parents Music Resource Center (PMRC) hin Biafras Haus. Im Juni 1986 wurde Biafra vor einem Gericht in Los Angeles angeklagt, auf dem Dead-Kennedys-Album Frankenchrist „schädliche Inhalte“ verbreitet zu haben. Es waren weder Musik noch Texte der Band Gegenstand des Prozesses, sondern ein dem Album beigelegtes Poster: Landscape (auch als Penis Landscape bekannt) von HR Giger, dem surrealistischen Schweizer Künstler, der für seinen Beitrag zu dem Film Alien 1980 einen Oscar erhalten hatte. Das Poster zeigte die künstlerisch verfremdete Nahaufnahme eines Geschlechtsaktes und wurde deshalb als jugendgefährdend angesehen.
Biafra glaubt, dass dieses Verfahren politisch motiviert war; es wurde oft berichtet, dass die PMRC Biafra vor Gericht brachte, um ein Signal an alle Künstler zu senden, die „anstößiges“ Material in ihrer Musik verwenden. Musikautor Rebbe Garofalo argumentierte, dass Biafra und Alternative Tentacles ins Visier der PMRC geraten sein könnten, da Alternative Tentacles „ein kleines, selbst geleitetes und sich selbst finanzierendes Unternehmen sei, das sich einen langwierigen Prozess kaum leisten konnte“. Angeblich hatte eine Familie behauptet, das Poster gefährde ihre Kinder.
Von einer einjährigen Gefängnisstrafe und einem Bußgeld von 2000 $ bedroht, gründete Biafra den „No More Censorship Fund“, eine Stiftung, die von mehreren Punk-Rock-Bands unterstützt wurde und die Biafra helfen sollte, seine Geldstrafen zu bezahlen. Die Jury sprach ihn schließlich mit sieben zu fünf Stimmen frei, und obwohl ein Bezirksanwalt beantragte, den Fall neu aufzurollen, ordnete der Richter an, alle Anschuldigungen gegen Biafra fallenzulassen. Die Dead Kennedys lösten sich im Dezember 1986 wegen ansteigender Prozesskosten auf und Biafra konzentrierte sich auf die Karriere als Spoken-Word-Künstler. Seine ersten Spoken-Word-Alben, die sich stark auf den Prozess bezogen (besonders High Priest Of Harmful Matter), machten ihn für seine Anti-Zensur-Haltung berühmt.

### Neuanfang
1988 gründete Biafra mit Al Jourgensen von Ministry die Band Lard. Die Band wurde ein Nebenprojekt der Mitglieder von Ministry, in dem Biafra den Gesang übernahm. Während Biafra 1989 am Film Terminal City Ricochet arbeitete, nahm er für den Soundtrack des Films ein Lied mit D.O.A. auf. Daraus resultierte ihr gemeinsames Album Last Scream Of The Missing Neighbors. Biafra hatte auf dem Soundtrack auch mit No Means No zusammengearbeitet, was im darauffolgenden Jahr zu ihrer Kooperation auf dem Album The Sky Is Falling And I Want My Mommy führte.
Am 7. Mai 1994 wurde Biafra im 924 Gilman Street-Club in Berkeley, Kalifornien von Leuten, die ihm Ausverkauf vorwarfen, angegriffen. Biafra schildert, er sei von einem Mann, der Creton genannt wurde, angegriffen worden, der mit ihm zusammenstieß, während dieser pogte. Biafras Bein brach durch den Zusammenprall, was zu einem Streit zwischen den beiden führte. Im Verlauf des Streits warf Creton Biafra zu Boden und fünf oder sechs Freunde Cretons traten auf Biafra ein, während sie „Sell-Out-Rockstar, tretet ihn!“ brüllten. Biafra wurde mit schweren Verletzungen ins Krankenhaus eingeliefert. Eine Spoken-Word-Tour durch Kanada musste deswegen abgesagt und Pläne für die Aufnahme eines Spoken-Word-Albums während dieser Tour mussten verworfen werden.

### Klage
Im Oktober 1998 wurde Biafra von den restlichen Bandmitgliedern der Dead Kennedys verklagt, weil er die ihnen zustehenden Einnahmen aus den Verkäufen der Dead-Kennedys-Alben nicht ausgezahlt hatte. Nach Biafra war der Prozess die Folge seiner Weigerung, den größten Hit der Band, die Single Holiday in Cambodia, für einen Levi’s-Werbespot freizugeben. Biafra lehnte die seiner Meinung nach unlauteren Wettbewerbsmethoden und Sweatshops von Levi Strauss & Co. ab. Die drei ehemaligen Mitglieder behaupteten, dass ihre Klage nichts mit Werbung zu tun habe, sondern mit Biafras Nichtauszahlung der Tantiemen und Nichtbewerbung der Alben. Biafra widersprach und behauptete wiederum, nicht an den Einnahmen der neuaufgelegten Studioalben und posthum veröffentlichten Livealben, die durch die Partnerschaft mit Decay Music an andere Labels verkauft wurden, beteiligt zu werden. Er beschwerte sich außerdem über veränderte Credits der Studio- und Livealben, in denen Lieder, für die Biafra allein verantwortlich war, als von der ganzen Band arrangiert ausgegeben werden. Der Rest der Band gründete sich als DK Kennedys wieder und ersetzte Biafra zunächst durch Brandon Cruz, später durch Jeff Penalty. Die Band sah sich allerdings aufgrund Biafras Fehlen der Kritik von Dead-Kennedys-Fans ausgesetzt. Biafra kritisierte offen die Klagen und Reuniontouren seiner ehemaligen Bandkollegen vor allem in seinem mit den Melvins aufgenommenen Lied Those Dumb Punkkids (Will Buy Anything).

### Politische Betätigung

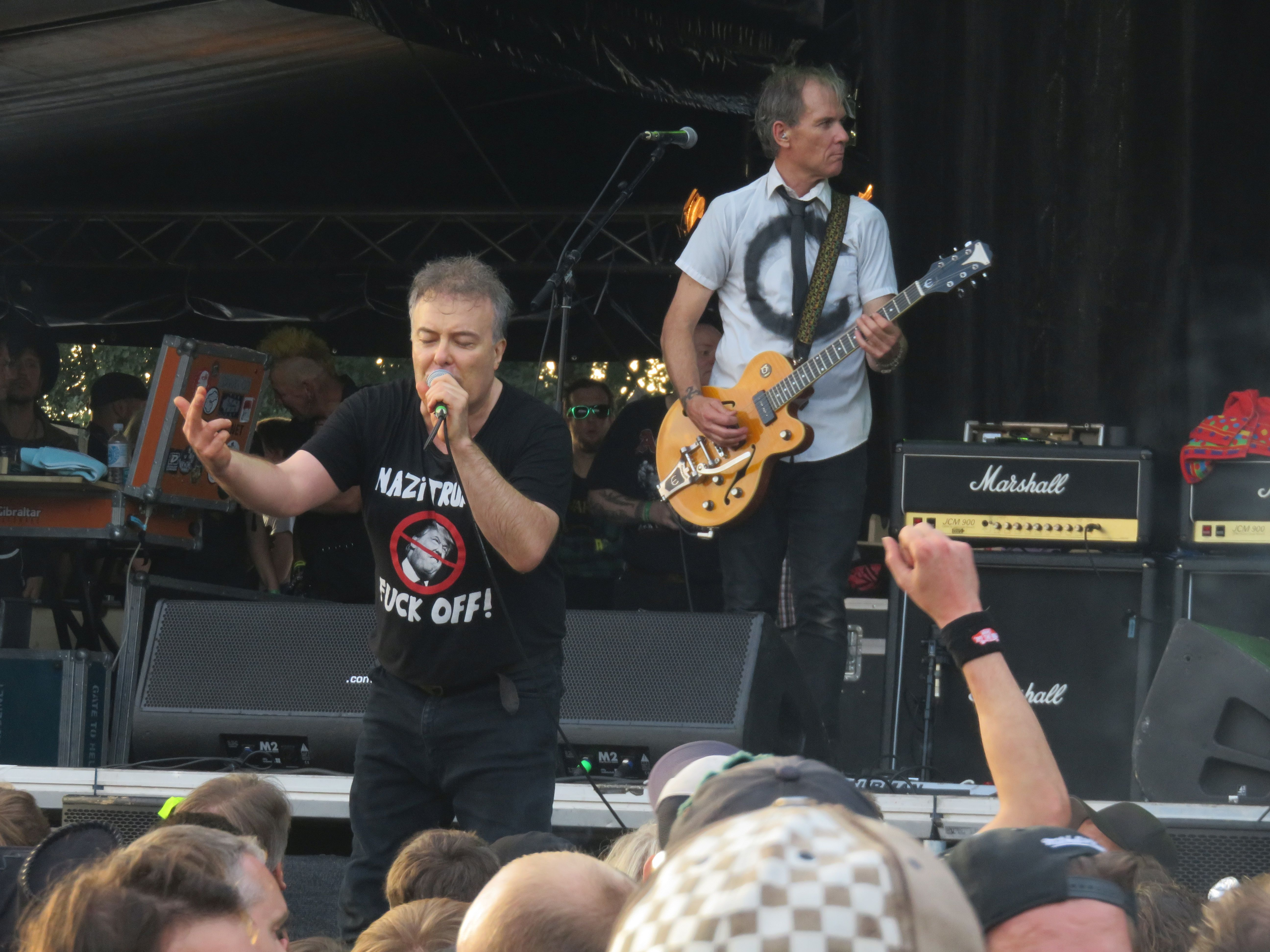
Jello Biafra auf dem Ruhrpott Rodeo Festival (2016)

1999 nahm Biafra als Teil der Anti-Globalisierungsbewegung an den Protesten während der WTO-Ministerkonferenz in Seattle teil. Mit anderen berühmten Musikern der Westküste (Krist Novoselic, Kim Thayil und Gina Mainwal) gründete er die nur kurz existierende No WTO Combo, um für die Sache der Bewegung zu werben. Ihr Auftritt während der Proteste wurde auf der CD Live From The Battle In Seattle veröffentlicht. Im Jahr 2000 wurde Biafra als Präsidentschaftskandidat der Green Party vorgeschlagen und ein paar seiner Anhänger wurden gewählt, um in Denver, Colorado am Nominierungsparteitag teilzunehmen. Obwohl Biafras Rede am Parteitag gut ankam, wurde schließlich Ralph Nader mit überwältigender Mehrheit als Präsidentschaftskandidat auserkoren. Biafra war dann mit einem Kamerateam für das Independent Media Center unterwegs, um von den Parteitagen der Demokraten und Konservativen zu berichten. Biafra ging auf seinem Spoken-Word-Album Become The Media näher auf diese Ereignisse ein und prägte den Ausspruch „Don't hate the media, become the media“", den heute Indymedia und andere alternative Medien benutzen (oder das passendere „Don't hate the media, be the media“).
Zur selben Zeit war Biafra auch Redner auf der H2K-Hackerkonferenz. Obwohl er in seinem Leben nie einen Computer benutzt hatte, sahen die Zuschauer, wie er aufschlussreiche Gedankengänge zwischen Hacken und politischem Aktivismus herstellen konnte. Er sprach auch 2002 und 2004 auf den Konferenzen. Im April 2001 nahm Biafra an den Protesten gegen den „Free Trade Agreement of The Americas“-Gipfel in Quebec teil.
2005 trat er in Folge 285 der US-Serie This American Life, Know Your Enemy auf. In der Folge gab es ein Telefongespräch zwischen Biafra und Michael Guarino, dem Staatsanwalt des Zensurprozesses von 1986. Es ging um den Gesinnungswechsel Guarinos und die Aussöhnung zwischen Guarino und Biafra. Ebenfalls 2005 trat Biafra außerdem mit den Melvins unter dem Namen Jello Biafra & The Melvins oder – wie die Fans die Kooperation auch nennen – The Jelvins auf. Zusammen haben sie die beiden Alben Never Breathe What You Can't See und Sieg Howdy! aufgenommen.
Vor der Wahl von Donald Trump zum Präsidenten der USA 2016 schrieb Biafra ein Stück namens Satan’s Combover („Der Comb-Over des Satans“) in Anspielung auf die charakteristische Frisur Trumps. Im Oktober 2022 startete er den Podcast Renegade Roundtable, in dem er mit wechselnden Gesprächspartnern  (u. a. Al Jourgensen) über Politik und persönliche Erfahrung spricht.
Mit der Folk-Punk-Gruppe Gogol Bordello nahm Biafra 2023 den Titel United Strike Back auf, der zur Unterstützung der Ukraine nach dem russischen Überfall dienen soll.

## Diskografie
- siehe auch Dead Kennedys Diskografie und Lards Diskografie.

### Musik
- 1989: Last Scream of the Missing Neighbors (Album mit D.O.A.)
- 1990: 1000 Homo Djs – Supernaut (Album)
- 1991: The Sky Is Falling and I Want my Mommy (Album mit No Means No)
- 1991: Tumor Circus (Album mit Steel Pole Bathtub)
- 1993: Will the Fetus Be Aborted? (Single mit Mojo Nixon & The Toadliquors)
- 1994: Prairie Home Invasion (Album mit Mojo Nixon & The Toadliquors)
- 1995: Jello Biafra with Plainfield (EP)
- 1999: No WTO Combo – Live from the Battle in Seattle (Album)
- 2004: Never Breathe What You Can’t See (Album mit The Melvins)
- 2005: Sieg Howdy! (Album mit The Melvins)
- 2008: Jezebel (Single mit Ex-Zen Guerillas)
- 2009: Average Men (Single mit Pansy Division)
- 2009: Jello Biafra and the Guantanamo School of Medicine – The Audacity of Hype (Album)
- 2011: Jello Biafra and the Guantanamo School of Medicine – Enhanced Methods of Questioning
- 2013: Jello Biafra and the Guantanamo School of Medicine – White People and the Damage Done
- 2015: Jello Biafra and the New Orleans Raunch and Soul All-Stars: Walk on Jindal’s Splinters (Album)
- 2017: Die Toten Hosen - Laune der Natur Spezial Edition (Remake des Songs California über alles)
- 2020: Jello Biafra and the Guantanamo School of Medicine – Tea Party Revenge Porn

### Spoken Word
Biafra startete nach dem Zerfall der Dead Kennedys eine Spoken-Word-Karriere. Meist thematisiert er politische und soziale Themen.
- 1987: No More Cocoons (Album)
- 1989: High Priest of Harmful Matter: Tales from the Trial (Album)
- 1991: I Blow Minds for a Living (Album)
- 1991: Die for Oil, Sucker (7’’)
- 1994: Beyond the Valley of the Gift Police(Album)
- 1998: If Evolution Is Outlawed, Only Outlaws Will Evolve(Album)
- 2000: Become the Media (Album)
- 2000: Emergency Election Special / The Green Wedge (7’’)
- 2002: The Big Ka-Boom, Part One (Album)
- 2002: Machine Gun in the Clown’s Hand (Album)
- 2006: In the Grip of Official Treason (Album)

### Als Produzent
- 1985: Dead Kennedys – Frankenchrist (Album)
- 1986: Dead Kennedys – Bedtime for Democracy (Album)
- 1987: Dead Kennedys – Give Me Convenience or Give Me Death (Kompilation)
- 1990: Christian Lunch – Unreliable Sources (EP)
- 1995: Life After Life – Harrahya / Doors (Single)
- 2001: Iowaska – Vine of Souls (Album)
- 2006: Métal Urbain – J’irai chier dans ton vomi (Album)